# Gibbsita
La gibbsita és un mineral de la classe dels hidròxids. Va ser anomenada així l'any 1822 en honor del coronel George Gibbs (1777-1834). És un mineral polimorf de la bayerita, la doyleita i la nordstrandita.

## Característiques
La gibbsita és una de les formes minerals de l'hidròxid d'alumini. Habitualment és descrita com γ-Al(OH)₃. És un mineral de color blanc o grisenc que té una duresa de 2,5 a 3 en l'escala de Mohs, comparable a la de la calcita. Desprèn una forta olor d'argila quan es respira a sobre. És soluble en àcids calents i en hidròxid potàssic. Quan s'escalfa no fon però es calcina, alliberant aigua; es torna blanca i s'endureix.

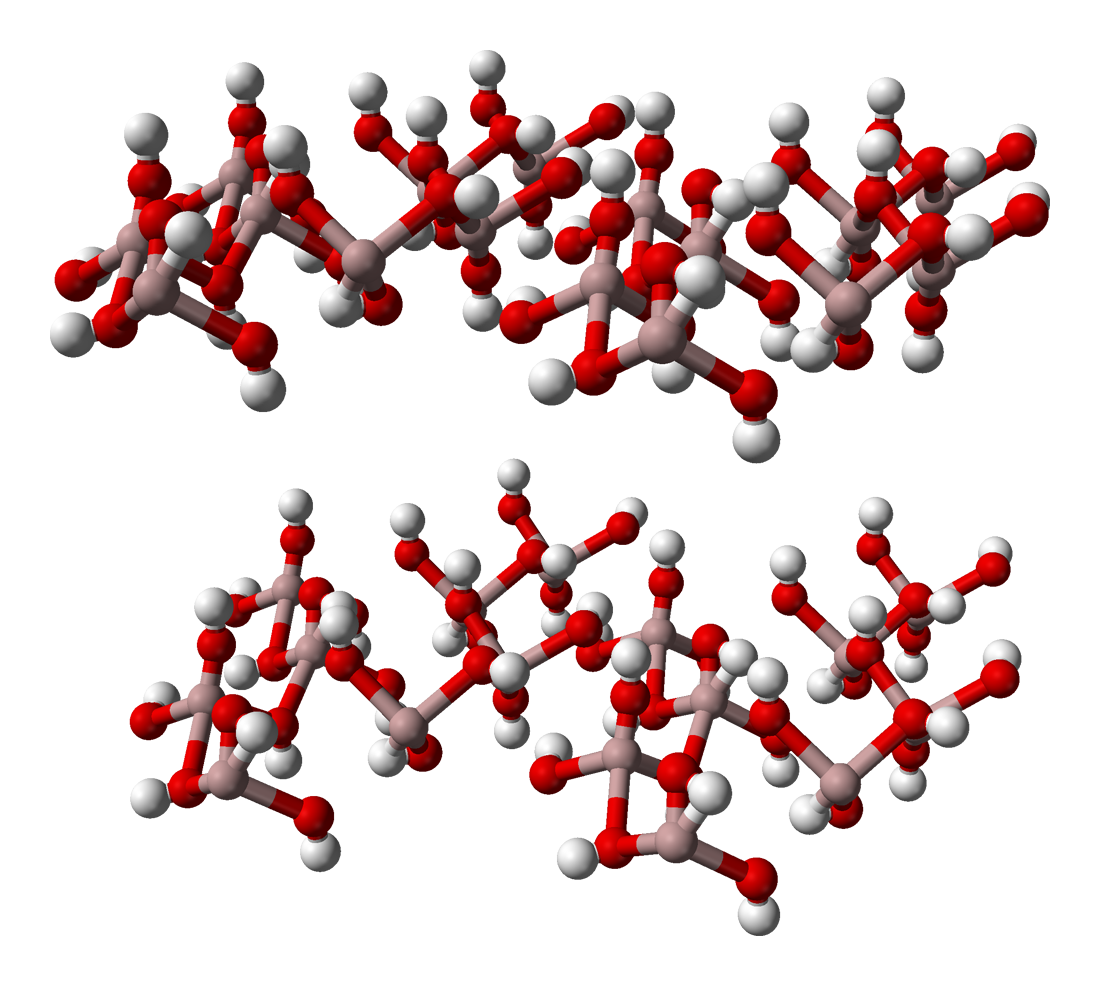
Estructura cristal·lina de la gibbsita

Segons la classificació de Nickel-Strunz, la gibbsita pertany a «04.FE - Hidròxids (sense V o U) amb OH, sense H2O; làmines d'octaedres que comparetixen angles» juntament amb els següents minerals: amakinita, brucita, portlandita, pirocroïta, theofrastita, bayerita, doyleïta, nordstrandita, boehmita, lepidocrocita, grimaldiita, heterogenita, feitknechtita, litioforita, quenselita, ferrihidrita, feroxyhyta, vernadita i quetzalcoatlita.
L'estructura cristal·lina de la gibbsita és anàloga a l'estructura bàsica de les miques. Aquesta es troba formada per capes o làmines d'octàedres d'hidròxid d'alumini apilades. Els octàedres estan formats per ions d'alumini (Al3+) coordinats octaèdricament amb sis ions hidròxid (OH-). Cadascun d'aquests hidròxids es troba unit només a dos ions d'alumini, perquè en un de cada tres octàedres està absent el catió central. El resultat és una làmina elèctricament neutra. La manca de càrrega elèctrica en les làmines de gibbsita fa que no sigui necessària l'existència d'ions entre elles actuant com a nexe d'unió entre aquestes. En conseqüència, les capes només es mantenen unides per càrregues residuals.
L'estructura de la gibbsita està estretament relacionada amb la de la brucita, no obstant això, la menor càrrega positiva del Mg2+ enfront del Al3+ implica que no cal que un de cada tres octàedres estigui vacant. La diferent simetria de la gibbsita i la brucita és el resultat de la diferent manera en què les làmines s'apilen. L'estructura bàsica del corindó (Al₂O₃) és idèntica a la de la gibbsita, amb l'excepció que els hidròxids estan substituïts per oxigen (O2-). La major càrrega del O2- fa que les làmines no siguin neutres, motivant que s'uneixin amb altres cations d'alumini addicionals, situats damunt i davall, el que dona com a resultat l'estructura tridimensional del corindó. Així mateix, la gibbsita és interessant perquè sovint forma part de l'estructura d'altres minerals. Capes neutres d'hidròxid d'alumini apareixen intercalades entre làmines d'importants silicats del grup de l'argila; així succeeix en la il·lita, la caolinita, i en els fil·losilicats del grup de l'esmectita.

## Formació i jaciments
La gibbsita és un producte típic de la meteorització de minerals alumínics, habituals en laterites, terres de climes tropicals càlids i humits, i bauxites. També pot formar-se a temperatura ambient en entorns hidrotermals i metamòrfics, substituint a altres minerals d'alumini. Va ser descoberta a la localitat de Richmond, dins el comtat de Berkshire (Massachusetts, Estats Units d'Amèrica). Als territoris de parla catalana ha estat descrita a la mina Elvira (Gavà, Baix Llobregat), a la pedrera del Turó de Montcada (Montcada i Reixac, Vallès Occidental), a Prullans (Cerdanya), a la mina Eureka (La Torre de Cabdella, Pallars Jussà) i a la Cova des Pas de Vallgornera (Llucmajor, Mallorca).